# Richard Swineshead
Richard Swineshead (también Suisset, Suiseth o Suisse) (ca. 1340 ... – 1354) fue un matemático, lógico y filósofo natural inglés. Fue probablemente el más importante de los calculatores de Oxford del Merton College, del que devino fellow en 1344 o incluso antes, hasta quizás en 1340. Su mayor obra fue una serie de tratados conocidos como Liber calculationum ("Libro de los cálculos"), escrito cerca del año 1350, y por el que obtuvo el apodo de "El calculador" ("Calculator").

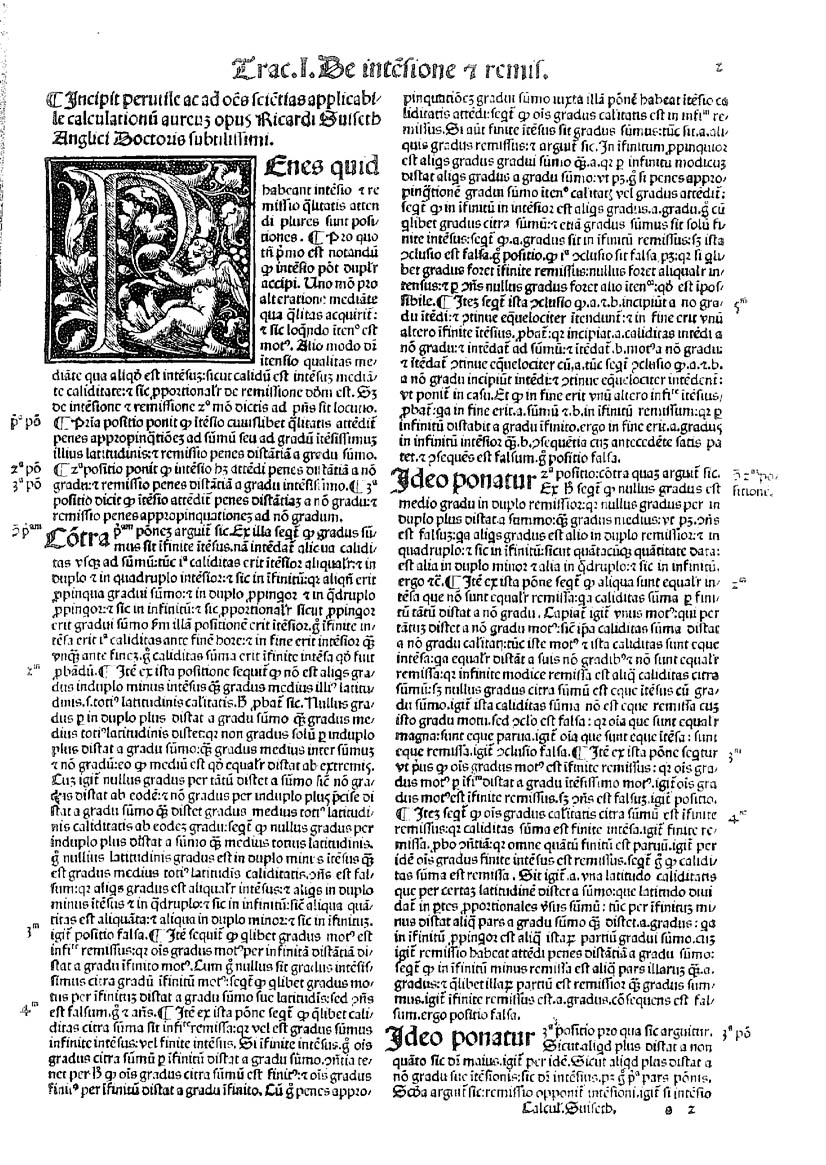
Calculator, 1520

## Su fama
Girolamo Cardano lo incluyó en su famosa lista de los 12 máximas mentes.
Robert Burton (en el siglo XVII) escribió en The Anatomy of Melancholy que «Scaliger y Cardano admiraron a Swineshead, qui pene modum excessit humani ingenii [quien casi excedió las capacidades humanas]".
Gottfried Leibniz escribió sobre él en una carta, en 1714: 

Il y a eu autrefois un Suisse, qui avoit mathématisé dans la Scholastique: ses Ouvrages sont peu connus; mais ce que j'en ai vu m'a paru profond et considérable.
Hubo en otros tiempos un suizo que matematizó en la Escolástica: sus obras son poco conocideas, pero lo que yo he visto me pareció profundo y digno de consideración.

## Obras
Suiseth Anglici, Ricardi (1520). Calculator (en latín). Ottaviano Scoto.